# Eria kenejiana
Eria kenejiana är en orkidéart som beskrevs av Rudolf Schlechter. Eria kenejiana ingår i släktet Eria och familjen orkidéer. Inga underarter finns listade i Catalogue of Life.